# Marquesat de Puerto Nuevo
El Marquesat de Puerto Nuevo és un títol nobiliari espanyol creat pel rei Felip V el 8 de març del 1746 a favor de Josep Francesc d'Alòs i de Rius (Barcelona 1689 - Madrid, 1757), jurista i magistrat català, fill de Josep d'Alòs i de Ferrer i germà d'Antoni d'Alòs i de Rius, primer marquès d'Alòs.

## Marquesos de Puerto Nuevo
|                       | Titular                                          | Periodo               |
| Creat pel rei Felip V | Creat pel rei Felip V                            | Creat pel rei Felip V |
| --------------------- | ------------------------------------------------ | --------------------- |
| I                     | Josep Francesc d'Alòs i de Rius                  | 1746-?                |
| II                    | Josep Ignasi d'Alòs i de Soldevila               |                       |
| III                   | Josep Ignasi d'Alòs i Barrera                    | ?-1823                |
| IV                    | Ignasi Miquel de Sallés i d'Alòs                 | 1823-1834             |
| V                     | Maria de Montcorp-Juliana de Manresa i de Sallés | 1834-?                |
| VI                    | Manuel de Ferrer i de Manresa                    |                       |
| VII                   | Baltasar de Ferrer i Pujol de Senillosa          | 1878-1932             |
| VIII                  | Mercè de Ferrer i de Sarriera                    | 1935-1935             |
| IX                    | Manuel Juncadella i Ferrer                       | 1954-?                |
| X                     | Enric Juncadella i de Ferrer                     | 1992-2005             |
| XI                    | Enric Juncadella i Garcia                        | 2006 - actual titular |

## Història dels marquesos de Puerto Nuevo
- Josep Francesc d'Alòs i de Rius (1689-), I marquès de Puerto Nuevo i vescomte de Bellver.

1. Casat el 1722 amb Lliberata de Soldevila.

El succeí el seu únic fill:
- Josep Ignasi d'Alòs i de Soldevila (1723-), II marquès de Puerto Nuevo.

1. Casat el 1744 amb la pubilla Josepa Barrera i Pratsantjulià, de Moià.

El succeí el seu fill primogènit:
- Josep Ignasi d'Alòs i Barrera (1768-1823), III marquès de Puerto Nuevo.

Sense descendència.
El succeí El seu nebot (fill de la seva germana Lliberata d'Alòs i Barrera):
- Ignasi Miquel de Sallés i d'Alòs (†1834), IV marquès de Puerto Nuevo.

Mont alhora que el seu fill impúber Felip Maria.
El succeí el seu nebot (fill de la seva germana Josepa de Sallés i d'Alós):
- Maria de Montcorp-Juliana de Manresa i de Sallés (1799-), V marquesa de Puerto Nuevo.

1. Casada amb Baltasar de Ferrer i de Parrella

El succeí el seu fill:
- Manuel de Ferrer i de Manresa, VI marquès de Puerto Nuevo.

1. Casat amb Maria Josepa Pujol de Senillosa i de Vedruna.

El succeí el seu fill:
- Baltasar de Ferrer i Pujol de Senillosa (1857-1932), VII marquès de Puerto Nuevo.

1. Casat amb Pilar de Sarriera i de Vilallonga.

El succeí la seva fillla:
- Mercè de Ferrer i de Sarriera (1883-1935), VIII marquesa de Puerto Nuevo.

El succeí el seu fill primogènit:
- Manuel Juncadella i de Ferrer (1906-), IX marquès de Puerto Nuevo.

Sense descendència. El succeí el seu germà;
- Enric Juncadella i de Ferrer (1909-2005), X marquès de Puerto Nuevo. Sogre d'Alfons de Fontcuberta i de Samá, V marquès de Vilallonga i  VII marquès de Marianao.

El succeí el seu fill primogènit:
- Enric Juncadella i Garcia, XI marquès de Puerto Nuevo